# Christophe Bader
Christophe Bader (* 7. Januar 1972; † 7. Januar 1993) war ein Schweizer Attentäter, der beim Versuch, einen Sprengstoffanschlag auf das Berner Rathaus zu unternehmen, ums Leben kam.
Bader arbeitete als Metzger in Nidau und wohnte in Lamboing im Berner Jura. Er war Mitglied der Béliers, einer  militanten Jugendorganisation der jurassischen Separatisten im Jurakonflikt. Unter anderem empörte er sich über Gerichtsurteile gegen Mitglieder der Béliers, so etwa die Gefängnisstrafe für Pascal Hêche für die Zerstörung der Justitia-Statue auf dem Berner Gerechtigkeitsbrunnen.
Mit unbekannten Komplizen plante er gemäss Ermittlungen der Bundesanwaltschaft einen Sprengstoffanschlag auf das Berner Rathaus. Die Tat sah er ursprünglich für den 6. Januar 1993 vor, verschlief jedoch an diesem Tag. Um drei Uhr morgens am Tag darauf explodierte das Auto, in dem er sass, am Nydeggstalden in der Berner Altstadt. Bader starb bei der Explosion, die offenbar dadurch ausgelöst wurde, dass er das Autoradio eingeschaltet und damit den Zünder seines Sprengsatzes ausgelöst hatte.
Der misslungene Anschlag führte in der Schweiz zu grosser öffentlicher Empörung. Im Blick wurde Bader als «Terrorist» bezeichnet. Die Bundesanwaltschaft liess mehrere Separatisten verhaften. Sie teilte mit, eine ganze Serie von Attacken aufgedeckt und in mehreren Erdverstecken im Jura Zünder und Sprengstoff gefunden zu haben, so etwa zwölf Kilogramm in Saint-Brais.
Im Jura distanzierten sich die Béliers vom Anschlag. Der jurassische Regierungsrat Pierre Boillat verurteilte die Gewalt, sprach Baders Familie aber sein Beileid aus. An Baders Beerdigung nahmen die vollständige jurassische Kantonsregierung und die Führungspersonen der separatistischen Bewegung teil. Vor dem väterlichen Gasthof in Saint-Brais errichteten die Béliers ein altes Mühlrad als Gedenkstein für die «verschwundenen militanten Jurassier», mit einem «besonderen Gedanken an Christophe Bader».
Baders versuchter Anschlag gab den Anstoss zur politischen Beilegung des Jurakonflikts zwischen den Kantonen Bern und Jura unter Vermittlung des Bundes.  Die Kantone einigten sich auf eine zweite Abstimmung im Berner Jura, die am 24. November 2013 erfolgte und die Zugehörigkeit zum Kanton Bern bestätigte, mit Ausnahme von Moutier, das 2021 für einen Wechsel zum Jura stimmte.